# Reaction Engines
Reaction Engines Limited (REL) ist ein britisches Luft- und Raumfahrtunternehmen mit Sitz im englischen Abingdon (Oxfordshire). Das Unternehmen forscht im Bereich Antriebsmethoden für die Raumfahrt. Das Raumfährenprojekt Skylon wurde zurückgestellt. Die Firma konzentriert sich auf das Triebwerk SABRE („Synergetic Air Breathing Rocket Engine“) für Hyperschallantrieb. Es soll dereinst im Geschwindigkeitsbereich von 0 bis 5.500 km/h als luftatmendes Triebwerk arbeiten und bei noch höheren Geschwindigkeit als Raketentriebwerk. Reaction Engines will zudem die dabei entwickelten Kühl- und Wärmemanagementsysteme für verschiedene Anwendungsbereiche kommerzialisieren.

## Geschichte
Reaction Engines wurde 1989 von Alan Bond (Leitender Ingenieur des Projekt Daedalus der British Interplanetary Society), Richard Varvill und John Scott-Scott (beide Rolls-Royce-Chefingenieure des RB545-Projekts) gegründet. Sie arbeiteten bereits zusammen an dem Raumflugzeugprojekt HOTOL, bevor dieses 1988 wegen technischer Hürden eingestellt wurde.

## Aktuelle Forschung

### SABRE
Das SABRE-Kombitriebwerk soll vom Stillstand auf einer Piste bis zu fünffacher Schallgeschwindigkeit in großer Höhe als luftatmendes Triebwerk betrieben werden können. Ab dieser Geschwindigkeit kann das Triebwerk als Raketentriebwerk mit mitgeführtem Sauerstoff versorgt werden bis zur Orbitalgeschwindigkeit in niedrigen Erdumlaufbahnen (Low Earth Orbit).
Im Februar 2009 gab die ESA bekannt, dass sie sich zu einem Teil an der Finanzierung des SABRE-Triebwerks beteilige, damit bis 2011 ein funktionierender Prototyp hergestellt werde. REL erhielt Mittel von der ESA, um die Anwendbarkeit seiner Technologie für das Lapcat-Programm zu prüfen. Das Projekt sollte auch durch Verkauf von Erkenntnissen und Beratung finanziert werden. Um 2012 konzentrierten sich die Entwicklungsbemühungen auf die Vorkühler und Wärmetauscher. Im November 2012 gab Reaction Engines bekannt, dass eine Reihe von Tests zur Prüfung der Kühler-Technologie erfolgreich abgeschlossen worden seien. Dies sei eine der Haupthürden zur Fertigstellung des Projekts. Nach Auswertung der Daten zum Triebwerksvorkühler und Wärmetauscher nahm die ESA an, dass die zur Fortsetzung der Triebwerksentwicklung benötigte Technologie vorhanden sei.
Ab 2018 kam es zu einer Zusammenarbeit mit Rolls-Royce, Boeing and BAE Systems (seit 2015). 2019 wurde in den USA die erforderliche Kühlung bis zu fünffacher Schallgeschwindigkeit erprobt. Dem Kühlsystem wurden Ausgangstemperaturen von bis zu 1.000 Grad Celsius zugeführt. Die Kühlung der einfließenden Luft muss dabei in einem Sekundenbruchteil erfolgen. Im englischen Westcott wurde  auf einem aufgegebenen Militärflugplatz und beim ehemaligen Rocket Propulsion Establishment ab 2017 ein neuer Prüfstand (Test Facility 1) für weitere Tests gebaut.
Nach der Entwicklung der Teilsysteme Vorkühler – Triebwerkkern – Brennkammer begannen die Arbeiten zu deren Integration zum System SABRE. Der Direktor des USA-Ablegers der Firma sprach von einem Zeitbedarf bis Mitte 2030er-Jahre.

## Studien
Reaction Engines Ltd. veröffentlichte verschiedene Ideen und Konzepte.

### Skylon
Skylon bezeichnet den Entwurf eines wiederverwendbaren SSTO (single-stage-to-orbit)-Raumflugzeugs mit neuartigen Kombitriebwerken (Sabre).

### Passagiermodul für Skylon
Obwohl ausschließlich zum Positionieren und Zurückholen von Satelliten gedacht, wurde der Entwurf eines Passagiermodul für Skylon vorgestellt.
Dieses Modul sollte exakt in die Nutzlastbucht des Raumfähre passen und 24 Passagiere und 1 Besatzungsmitglied transportieren können. Das Konzept sah auch einen Andockadapter für die Internationale Raumstation und eine passende Luftschleuse vor. Space-Shuttle-ähnliche Fenster auf der Oberseite der Fähre sollten es den Passagieren ermöglicht, die Aussicht zu genießen. Außerdem sollte eine Weltraum-Toilette, ein Waschraum und andere hygienische Einrichtungen zur Ausstattung gehören, sowie ein Lebenserhaltungssystem unter dem Boden und verschiedene Bereiche zum Verstauen von Ausrüstung und Ladung.

### Reaction Engines A2
Am 5. Februar 2008 präsentierte REL den Entwurf des Passagierflugzeugs A2, das für Non-Stop-Flüge mit Hyperschallgeschwindigkeit (Mach 5+) non-stop um die halbe Erde geeignet sei. Das Triebwerk der A2, das Scimitar, sollte auf dem Sabre-Antrieb basieren, allerdings ohne dessen Raketeneigenschaften, da es in erster Linie für atmosphärische Flüge optimiert würde.

### Orbital Base Station
Die Orbital Base Station (OBS) ist ein Konzept einer erweiterbaren Raumstation, die nicht nur ein wesentlicher Bestandteil späterer Weltraum-Transportsysteme sein könne, sondern auch Ausgangspunkt bei bemannten Mond- und Marsmissionen. Bis zu vier Skylon-Raumfähren sollen gleichzeitig andocken können, wobei durch einen neuen Andockmechanismus die Wahrscheinlichkeit von Schäden bei den Raumfähren und der Raumstation minimiert werden sollte.
Es war ein Aufbau wie bei der ISS und Mir aus mehreren aneinandergekoppelten Modulen vorgesehen. Sie sollten zylindrisch aufgebaut sein, was genug Platz geboten hätte, v. a. um Wartungsarbeiten an Raumschiffen durchzuführen. Außerdem war ein Habitation Module, Roboterarme sowie Treibstoff-Behälter zum Auftanken von Raumschiffen im Gespräch.

### FLUYT OTV
Das FLUYT Orbital Transfer Vehicle (OTV) war ein Konzept für einen Raumschlepper. Es sollte an ein Raumschiff andocken können, um dessen Fracht dann in den gewünschten Orbit zu bewegen. Wie alle anderen Weltraum-Projekte von REL hing OTV von Skylon ab. Das OTV sollte in die Frachtbucht des Raumflugzeugs passen und so auch ins All transportiert werden. Dort war es dann u. a. beim Aufbau der Orbital Base Station helfen und ist als wesentlicher Bestandteil des Reaction Engines TROY-Projekts vorgesehen.

### Hypersonic Air Vehicle Experimental (HVX)
Das Hypersonic Air Vehicle Experimental (HVX) Projekt wurde auf der Farnborough International Airshow 2022 von Reaction Engines, Rolls-Royce und dem UK Government’s Defence Science and Technology Laboratory (Dstl) bekannt gegeben. Im Rahmen des Projekts soll ein unbemannter, wiederverwendbarer Flugzeug-Prototyp entwickelt werden, der mit einer Geschwindigkeit von Mach 4 bis 5 fliegen kann. Der Erstflug soll zwischen 2024 und 2026 stattfinden.